# Pocahontas II: Journey to a New World
Pocahontas II: Journey to a New World (Pocahontas II: Viatge a un Nou Món en catala) és una pel·lícula d'animació de Walt Disney Pictures de 1998, sent una continuació de la pel·lícula de 1995, Pocahontas, que igual que aquesta primera pel·lícula està basada en fets reals, però sent la continuació de la vida història real de Pocahontas ia la mateixa vegada, dels últims anys de la seva vida. Tots els personatges que havien estat a la primera pel·lícula eren els mateixos amb les veus originals, excepte el capità John Smith, que rep la veu de Donal Gibson, el germà menor de Mel Gibson, que va ser John Smith en la primera pel·lícula.

## Argument
Com ambaixadora de la pau, Pocahontas va a Anglaterra per reunir-se amb el Rei Jacobo I. Flit, el colibrí, Percy, l'antic gos de raça Pug de Ratcliff i Meeko, l'os rentador, se submergeixen en aquesta emocionant aventura ocults en el vaixell que viatjaria a Anglaterra. Pocahontas s'emociona per la notícia i el seu gust per conèixer coses noves intensifiquen aquest sentiment. Participa en esdeveniments de l'alta societat i la noblesa anglesa, tenint la missió de demostrar-li a l'Rei com és la seva terra: que els indis són civilitzats, però el malvat governador John Ratcliffe li explica tot el contrari d'ells. La història també té característiques de la vida de la història real de Pocahontas: la seva relació amb John Rolfe -Pocahontas ha de triar entre John Smith (el seu primer amor) i John Rolfe.

## Repartiment
- Irene Bedard: Pocahontas
- Judy Kuhn: Pocahontas (cançons)
- Billy Zane: John Rolfe
- Donal Gibson: John Smith
- David Ogden Stiers: el malvat governador John Ratcliffe
- John Kassir: Meeko
- Jim Cummings: El Rei Jacobo I
- Russell Means: Cap Powhatan (Xef Powhathan)
- Frank Welker: Flit
- Angelina Hantseykins: Mrs Jenkins
- Kath Soucie: La Reina Ana de Dinamarca
- Linda Hunt: Àvia Salze
- Danny Mann: Percy
- Michelle St. John: Nakoma